# Wogezy
Wogezy (fr. Vosges, niem. Vogesen) – pasmo górskie we wschodniej Francji, oddzielone Bramą Burgundzką od gór Jura. Stromo opadają ku Nizinie Górnoreńskiej. Nazwa pochodzi prawdopodobnie od celtyckiego boga gór i lasów Vosegusa (również Vosagusa, Vosaciusa), później została przejęta przez Rzymian w Galii.

## Geografia
Wogezy ciągną się na przestrzeni około 160 km wzdłuż Renu. Najwyższy szczyt to Grand Ballon o wysokości 1424 m n.p.m. W południowej części zaokrąglone, kopulaste góry granitowe, w północnej – stołowe, zbudowane z piaskowców, przecięte głębokimi dolinami. Silnie zalesione: obok naturalnych lasów jodłowych i jodłowo-bukowych znaczne obszary zajmują sztuczne drzewostany świerkowe. Powyżej 1200 m znajdują się łąki górskie.

## Geologia
Wogezy to góry zrębowe. Powstały one podczas orogenezy hercyńskiej, na przełomie ery paleozoicznej i ery mezozoicznej. Składają się z gnejsów, granitów, łupków paleozoicznych i skał wulkanicznych.

## Turystyka
Do głównych miejscowości turystycznych należą: Vittel, Gérardmer (centrum sportów zimowych i wodnych), La Bresse, Belfort, Saint-Dié-des-Vosges, Remiremont, Le Bonhomme, Orbey, Ventron, Saint-Maurice-sur-Moselle, Bussang. Miejscami chętnie odwiedzanymi przez turystów są m.in. Grand Ballon, Hohneck (trzeci co do wysokości szczyt pasma górskiego – 1363 m n.p.m.), stacja narciarska na górze Le Tanet (1292 m n.p.m.), Spitzkopf (góra o dużym nachyleniu stoku, popularne miejsce uprawiania wspinaczki lodowej, położone około 1 km od góry Hohneck), Mont Sainte-Odile (opactwo).